# Walstatt
Die Walstatt (mit „orthografischen Schwankungen“ wie „Wallstatt“, „Walstadt“, „Wallstadt“ oder „Wahlstatt“) ist eine veraltete, aus dem Mittelhochdeutschen stammende Bezeichnung für einen Kampfplatz oder ein Schlachtfeld.

## Wortbedeutung
Walstatt (spätere Nebenform Walstätte): „Schlachtfeld, Kampfstätte, Richtstätte“ ist „eine seit der Mitte des 12. Jahrh[underts] auftretende Zusammensetzung [von statt „Ort, Platz, Stelle“] mit dem altgermanischen Wort Wal, bei der das Wort noch seine ursprüngliche Bedeutung zeigt, also eigentlich Leichenfeld“, d. h. „‚von Leichen bedecktes Schlachtfeld‘ oder aber überhaupt ‚Ort wo gekämpft worden ist‘“. „Da Wal [selbst!] dann aber als Schlachtfeld genommen wird, erscheint die Zusammensetzung [Walstatt] als eine tautologische und verdrängt  schließlich das einfache Wort [Wal].“

## Wortgeschichte vonWal
Wal als erste Komponente von Walstatt geht auf eine nicht rekonstruierte urgermanische Wortwurzel zurück, die in den altgermanischen Einzelsprachen in leicht verschiedener Gestalt vorliegt. Bei der Aufspaltung des Urgermanischen treten dann auch Bedeutungsunterschiede des Worts auf.
Im Einzelnen sind belegt:
- im Altnordischen valr „die Erschlagenen auf dem Schlachtfeld“,[6] vergleiche auch: Walhalla „Aufenthaltsort der im Kampf Gefallenen“[7] und Walküre „Totenwählerin, die nach der Edda die Aufgabe hat, die im Kampf gefallenen Krieger zu Odin zu geleiten“.,[8]
- im Angelsächsischen wæl „die Erschlagenen, auch ein einzelner Toter, und mehr abstract Niederlage, Gemetzel“,[6][9]
- im Altsächsischen wal in waldâd „todbringende That, Mord“,[6]
- im Althochdeutschen geben die Quellen als Bedeutung von wal lateinisch strages an,[6] also „das Niedersinken, Niederstürzen, Zusammenstürzen, Einstürzen, die Verwüstung; die Masse zu Boden gestürzter Gegenstände“.[10]

Nach Sichtung aller Quellen kommt das Deutsche Wörterbuch zu dem Schluss: „Es ist mithin von der im ags. [Angelsächsischen] noch erhaltenen abstracten Bedeutung [der Wortwurzel] auszugehen, woraus sich die (im anord. [Altnordischen] schon ausschließlich geltende) Collective von die Erschlagenen entwickelt hat.“

## Verwendung in jüngerer Zeit
Das Wort Wal galt schon im 16. Jahrhundert als veraltet und wurde später kaum benutzt; war jedoch im 19. Jahrhundert vereinzelt wieder anzutreffen (u. a. bei Joseph Görres, Friedrich de la Motte Fouqué und besonders bei Richard Wagner unter dem Einfluss von altnordisch valr). Den von Richard Wagner angenommenen Zusammenhang mit wählen sieht das Deutsche Wörterbuch kritisch.
Wa[h]lstatt als  Synonym für Schlacht- oder auch Leichenfeld blieb bis ins 20. Jahrhundert lebendig, vor allem in der Dichtung; es kommt aber selbst in Sachbüchern wie Brehms Tierleben vor. Heute wirkt das Wort eher gekünstelt und wird oft in ironischem Zusammenhang benutzt, findet aber immer noch gelegentlich in der gehobenen Sprache Verwendung, z. B. in Leitartikeln.

### Beispiele aus Dichtwerken des 19. und 20. Jahrhunderts

#### Lyrik
- Nikolaus Lenau: „Der stille Meeresboden, / Wo keine Welle wacht, / Ist wie die stille Wahlstatt / Nach unsrer letzten Schlacht.“ (Aus: „Zwei Polen“)[13]
- Nikolaus Lenau: „Wer weilt auf stiller Walstatt noch allein / Und lugt herum bei hellem Mondenschein [...]?“ (Aus: „Jacques“)[14]
- Karl Henkell: „Sieg durch Freiheit! / Singt erschüttert mein Herz, / Donnernde Wahlstatt, dir zu!“ (aus: „Glühend im Schicksalszwang ...“)[15]
- Alfred Kerr: „Die andre Walstatt“ (Gedichttitel)[16]
- Agnes Miegel: „Über Rudaus Walstatt flog schattend die Nacht.“ (aus:„Henning Schindekopf“)[17]
- Hans Much: „Leicht ist die Flucht zu einsam-stillen Küsten... / Doch besser ist, sich für die Walstatt rüsten.“ (Aus: „Ich“)[18]

#### Prosa
- Georg Hermann: „Und dann, bei einer nochmaligen Beratung, deckten wieder fünfundzwanzig die Walstatt.“ (Aus: Jettchen Gebert; übertragen-ironisch)[19]
- Egon Erwin Kisch: „Browne besitzt, obschon er [...] seine Todeswunde auf der Walstatt empfing, nicht einmal ein Marterl auf dieser Walstatt.“ (Aus: „Lenore“)[20]
- Volkmar Lachmann: „... wir zählen zu den Nachkommen eines undankbaren Volkes, das einen seiner besten Helden auf der Walstatt liegen ließ?“ (Aus: „Die Heimkehr des Feldherrn“)[21]

## Orts- und Personennamen
Der Ort Wahlstatt bei Liegnitz bekam seinen Namen von der dort ausgefochtenen Schlacht von Liegnitz am 9. April 1241, als eine übermächtige mongolische Streitmacht ein deutsch-polnisches Heer besiegte. 
Nicht weit von Wahlstatt entfernt, an der Katzbach, besiegte Gebhard Leberecht Blücher mit seiner Schlesischen Armee am 26. August 1813 ein französisches Heer, wofür er von seinem König zum Fürsten von Wahlstatt erhoben wurde.
Hingegen haben die fränkischen Ortsnamen Klein- und Großwallstadt keine etymologische Verbindung zu Walstatt.